# Guerra dei nove anni (Irlanda)
La guerra dei nove anni, in lingua irlandese Cogadh na Naoi mBliana, fu un conflitto che ebbe luogo in Irlanda dal 1594 al 1603. Anche nota come "rivolta dei Tyrone", fu combattuta tra le forze gaeliche dei capi irlandesi Hugh O'Neill (conte di Tyrone), Red Hugh O'Donnell e i loro alleati, contro il governo inglese in Irlanda di Elisabetta I d'Inghilterra. Il conflitto ebbe come teatro gran parte dell'isola, ma si concentrò soprattutto in gran parte nelle province settentrionali dell'Ulster, mentre si concluse in quelle meridionali, con la sconfitta dei capi irlandesi che furono costretti a fuggire in esilio (la cosiddetta Fuga dei Conti) ed ebbe come conseguenza la confisca dei territori dell'Ulster (plantation). Questa guerra non deve essere confusa con la guerra dei nove anni del 1690, detta anche guerra guglielmita parte della quale fu anch'essa combattuta in Irlanda.

## Le cause del conflitto
La guerra dei nove anni fu causata dalla collisione tra l'ambizione del capo gaelico irlandese Hugh O'Neill e la politica di espansione territoriale inglese sull'isola, voluta da Elisabetta I, e nota come riconquista Tudor dell'Irlanda, per il controllo della zona nota come The Pale dalla quale si poteva dominare l'intera isola.

Per opporsi all'avanzata inglese, O'Neill tentò di sobillare sia il resto degli altri clan irlandesi che erano intolleranti nei confronti del governo inglese dell'isola, sia i cattolici che si opponevano alla diffusione del Protestantesimo in Irlanda.

### La sollevazione di Hugh O'Neill
Hugh O'Neill discendeva dal potente clan O'Neill di Tyrone, che dominava quel centro della provincia settentrionale dell'Ulster. Suo padre era stato ucciso ed egli stesso era stato cacciato, ancora fanciullo, dall'Ulster per opera di Shane O'Neill. Trascorse il suo esilio nel Pale e venne appoggiato dalle autorità inglesi che vedevano in lui un nobile fedele alla corona. Nel 1587, egli persuase Elisabetta I a nominarlo Conte di Tyrone (o Tir Eoin), il titolo nobiliare inglese che deteneva prima suo padre.

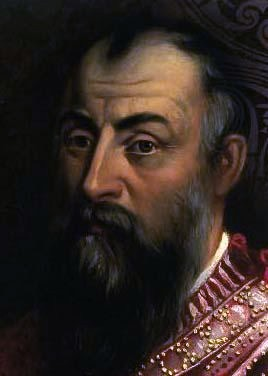
Hugh O'Neill, secondo conte di Tyrone

Tuttavia il vero potere per dominare l'Ulster non risiedeva nel titolo nobiliare di Conte di Tyrone, ma nel ruolo di capo clan degli O'Neill, allora retto da Turlough Luineach O'Neill.
Era il capo clan che disponeva dell'obbedienza di tutti gli O'Neill e dei loro alleati nell'Ulster centrale; fu per questo motivo che, nel 1595, al caro prezzo di molto spargimento di sangue, Hugh O'Neill riuscì ad ottenere la carica di capo clan degli O'Neill.
Nel territorio controllato dagli O'Neill egli assegnò la terra ai contadini, rendendoli di fatto servi della gleba, e li costrinse a prestare servizio militare. Da Red Hugh O'Donnell, suo alleato, egli ottenne rinforzi costituiti da un contingente di mercenari scozzesi (noti con il nome di Redshanks) e assoldò altre truppe mercenarie irlandesi, note come buanadha, comandati dal capitano Richard Tyrell.
Per armare le sue truppe, O'Neill acquistò moschetti, munizioni e picche dalla Scozia e dall'Inghilterra. Dal 1591, O'Donnell, su indicazione di O'Neill, era entrato in contatto con Filippo II di Spagna, chiedendo così aiuti militari contro il loro comune nemico e appellandosi alla comune fede cattolica.
Con l'aiuto della Spagna, O'Neill fu in grado di radunare ed armare un esercito di 8000 uomini (un contingente simile non era mai stato guidato in precedenza da un Lord gaelico) e fu così pronto a fronteggiare qualsiasi tentativo inglese di dominare l'Ulster.

### L'avanzata degli inglesi nell'Ulster
Agli inizi del 1591, l'Irlanda settentrionale attrasse l'attenzione del Lord Deputy of Ireland, Fitzwilliam, il quale era stato incaricato di portare la provincia sotto il controllo della corona inglese.
Venne così proposta una presidenza provinciale e come candidato per questa carica fu proposto Henry Bagenal, un colono inglese abitante nel Newry, il quale cercò di imporre l'autorità inglese attraverso l'istituzione di sceriffi dipendenti dal governo inglese di stanza a Dublino.
O'Neill ebbe una relazione con la sorella di Bagenal, Mabel, e la sposò contro la volontà del fratello; la morte precoce della ragazza pochi anni dopo il matrimonio a causa della trascuratezza del marito e della gelosia delle sue amanti, resero l'episodio ancora più amaro agli occhi del fratello di Mabel.
Nel 1591, Fitzwilliam disgregò la signoria dei MacMahon nel Monaghan, quando il clan MacMahon si oppose all'imposizione di uno sceriffo inglese; il capo clan venne impiccato e la sua casata divisa. Questo episodio sollevò una grande indignazione e si alzarono accuse di presunta corruzione contro Fitzwilliam, ma ben presto la medesima tattica venne applicata nel Longford (territorio sotto il controllo degli O'Farrell) e di Breifne nel (Cavan — territorio degli O'Reilly).
Qualsiasi tentativo fatto per applicare questa politica nei territori degli O'Neill e degli O'Donnell venne impedito con la forza delle armi.
La difficoltà maggiore per le forze inglesi nei confronti degli O'Neill era dovuta alle difese naturali di cui godeva l'Ulster. Via terra esistevano solo due percorsi per entrare nella provincia con truppe provenienti da sud: Newry nell'est, e Sligo ad ovest; il terreno era ampiamente montagnoso, ricco di foreste, acquitrini e paludi. Il Castello di Sligo era presidiato dal clan O'Connor, che subiva costanti minacce dagli O'Donnell; la rotta verso il cuore dell'Ulster da Newry attraversava diversi passi facilmente difendibili e poteva essere mantenuta solo a costo di immani sacrifici da parte della corona inglese, in uomini e denaro.
L'unico caposaldo inglese nella provincia era intorno a Carrickfergus sul lago di Belfast Lough, dove una piccola colonia era stata insediata nel 1570; ma da lì il terreno era sfavorevole, poiché il Lough Neagh e il fiume Bann, il cui tratto inferiore scorreva nella fitta foresta di Glenconkyne, formavano una barriera naturale a protezione del confine orientale del territorio degli O'Neill.
Un'ulteriore difficoltà era data dalla mancanza di un porto sulle coste del settentrione da dove gli inglesi potessero lanciare un attacco alle retrovie degli O'Neill. La situazione strategica venne complicata dall'interferenza dei clan scozzesi, che aiutarono gli O'Neill con soldati ed approvvigionamenti.

## Lo scoppio della guerra
Nel 1592 Red Hugh O'Donnell scacciò uno sceriffo inglese, il capitano Willis, da uno dei suoi territori, Tir Connell. Nel 1593, Maguire e O'Donnell si erano alleati per impedire l'insediamento di Willis come sceriffo di Fermanagh, territorio sotto il controllo di Maguire, e iniziarono ad assaltare gli avamposti inglesi lungo il confine meridionale dell'Ulster. Tutto ciò mentre O'Neill, si era tenuto in disparte, nella speranza di venire eletto egli stesso Lord President dell'Ulster. Elisabetta I d'Inghilterra, però, temeva che O'Neill non intendesse regnare come semplice vassallo. La sua ambizione era piuttosto di usurpare la sovranità della regina e diventare, "un Principe dell'Ulster".
Per questa ragione la regina d'Inghilterra si rifiutò di concedere ad O'Neill la reggenza della provincia, così come qualsiasi altra carica che permettesse a costui di governare l'Ulster in nome della corona inglese. Quando fu chiaro che Henry Bagenal sarebbe diventato Lord President dell'Ulster, O'Neill capì che l'attacco agli inglesi era ormai inevitabile e si unì a O'Donnel e Maguire, attaccando il forte inglese sul fiume Blackwater.

## La vittoria irlandese a Yellow Ford
Le autorità inglesi di stanza al Castello di Dublino non realizzarono prontamente l'entità della ribellione. Dopo aver fallito i negoziati nel 1596, l'esercito inglese cercò di invadere l'Ulster ma venne respinto da un esercito addestrato con tanto di moschettieri; dopo una bruciante sconfitta nella battaglia di Clontibret (4000 ribelli irlandesi contro 1750 inglesi, con 100-400 perdite per i primi e 100-700 per i secondi), le successive offensive inglesi vennero tutte respinte negli anni seguenti. Nella battaglia di Yellow Ford nel 1598 più di 2000 soldati inglesi su 4000 vennero massacrati dopo essere caduti in un agguato mentre erano in marcia verso Armagh. Il resto dell'armata venne assediato nella stessa Armagh ma negoziò la ritirata dalla città in cambio di un lasciapassare. Il nemico personale di O Neill', Henry Bagenal, era alla testa del contingente e venne ucciso nei primi scontri. Si trattò della sconfitta più pesante inferta sino ad allora all'esercito inglese in Irlanda.
La vittoria suscitò la sollevazione di tutta l'isola, con l'offerta di denaro per i mercenari di O'Neill e di nuovi contingenti provenienti dall'Ulster, e il conflitto raggiunse l'apice. Hugh O'Neill assegnò ai suoi attendenti alcune cariche nobiliari, James Fitzthomas Fitzgerald divenne Conte di Desmond e Florence MacCarthy divenne MacCarthy Mór. Nel Munster più di 9000 si unirono alla ribellione. Le colonie inglesi nel Munster vennero distrutte ed i coloni, fra i quali il poeta Edmund Spenser, vennero costretti alla fuga.
Solo un pugno di signori locali rimase fedele alla sovrana inglese e molti dei loro consanguinei e seguaci si unirono alla ribellione. Tuttavia tutte le città fortificate del paese rimasero a fianco del governo coloniale inglese. Hugh O'Neill, impossibilitato a conquistare le città fortificate, fece numerose richieste agli abitanti del Pale affinché si unissero alla rivolta, appellandosi alla loro religione cattolica e al loro distacco dal governo di Dublino. Ma la maggior parte degli Old English irlandesi rimase ostile ai loro nemici di sempre.

## L'avvento del Conte di Essex
Nel 1599, Robert Devereux, Secondo Conte di Essex, giunse in Irlanda con più di 19000 soldati inglesi. Raccolse le indicazioni del consiglio di gabinetto irlandese di insediarsi nella regione meridionale dell'isola prima di assalire l'Ulster, ma questa scelta indebolì le sue forze e fu costretto a subire numerose battute d'arresto nella sua lenta marcia nel Leinster e nel Munster. Le sue prime spedizioni si rivelarono disastrose, soprattutto quella che attraversò le montagne Curlew diretta verso Sligo, che venne falciata da O'Donnell nella Battaglia di Curlew Pass, dove 1700 irlandesi sconfissero 2000 inglesi, infliggendo loro 500 perdite. Migliaia dei suoi soldati nel frattempo morivano di tifo e dissenteria nelle guarnigioni prive di qualsiasi supporto sanitario.
Quando decise di dirigersi verso l'Ulster, Essex trattò con O'Neill e si accordò per una tregua che fu fortemente criticata dai suoi nemici a Londra. Anticipando un richiamo dall'Inghilterra, egli partì nel 1600, senza il permesso della regina, alla volta di Londra, dove fu giustiziato dopo un tentativo di colpo di Stato a corte. Gli succedette in Irlanda Lord Mountjoy, che dimostrò di essere di gran lunga un comandante più abile. A due veterani della guerra irlandese, George Carew e Arthur Chichester, furono affidati rispettivamente i comandi nel Munster e nell'Ulster.

## La fine della ribellione nel Munster
Carew riuscì a sedare in maniera sommaria la ribellione nel Munster intorno alla metà del 1601, con un misto di forza e trattative. Nell'estate del 1601 aveva riconquistato gran parte dei castelli principali nel Munster e disperso le forze ribelli. Fitzthomas e Florence MacCarthy vennero arrestati e imprigionati nella Torre di Londra, dove probabilmente morirono. Gran parte dei signori locali si sottomisero non appena le forze mercenarie di O'Neill vennero espulse dalla provincia.

## La battaglia di Kinsale e il collasso della ribellione

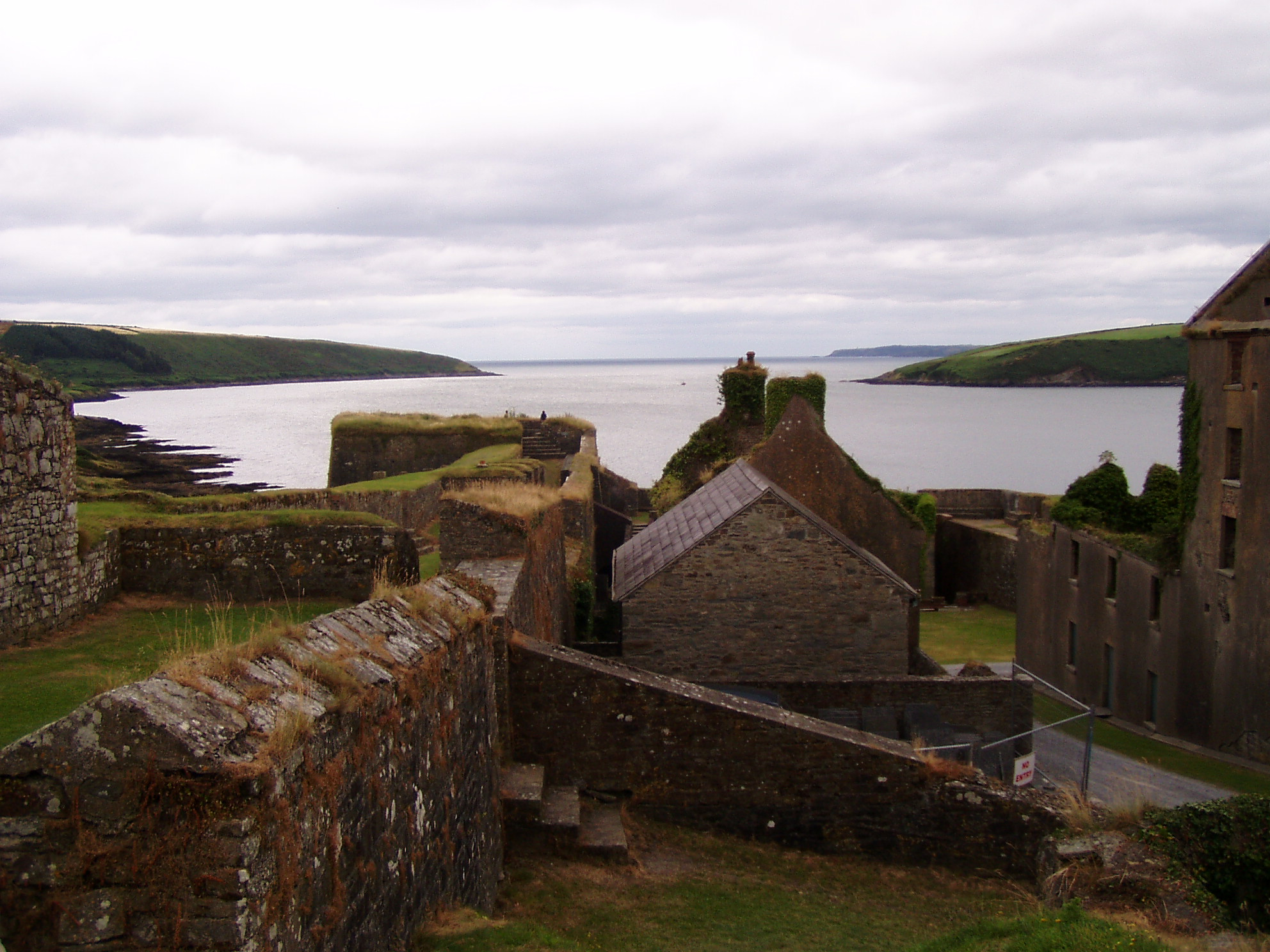
Il Kinsale Harbour, teatro della battaglia di Kinsale: il Charles Fort in primo piano venne costruito poco dopo la capitolazione delle forze gaeliche

Il Conte di Devon riuscì a penetrare all'interno dell'Ulster via mare approdando a Derry con una spedizione al comando di Henry Dowcra e a Carrigfergus con una spedizione guidata da Arthur Chichester. Dowcra e Chichester, aiutati da Niall Garve O'Donnell, un rivale di Red Hugh, devastarono la regione, giustiziando la popolazione civile con esecuzioni casuali. La loro strategia militare era privare la ribellione di grano e di nuovi rinforzi. Questa strategia di logoramento iniziò ad avere i primi effetti in quanto i capi dell'Ulster furono costretti a ritirarsi per difendere i propri territori. Nonostante O'Neill riuscisse a respingere un'altra offensiva del Conte di Devon nella battaglia di Moyry Pass (3500 irlandesi contro 4500 inglesi), vicino Newry nel 1600, la sua situazione iniziò a farsi disperata.
Il 2 ottobre 1601, la spedizione spagnola tanto a lungo attesa alla fine giunse con 3500 soldati a Kinsale, nella punta meridionale d'Irlanda al comando di Don Juan de Aguila e Don Diego Brochero, accompagnati dal gesuita James Archer. Il Duca di Devon li mise subito sotto assedio con 7000 uomini. O'Neill, O'Donnell ed i loro alleati marciarono con i loro eserciti verso sud per stringere in una morsa i loro avversari, affamati e sfiancati dalle malattie. Il 24 dicembre, O'Neill e O'Donnell presero la decisione di attaccare gli inglesi. I ribelli, però, non avevano esperienza negli scontri in campo aperto e vennero messi in rotta dagli inglesi nella battaglia di Kinsale, che vide scontrarsi 12000 inglesi da una parte (ma a causa delle malattie solo 7500 erano in grado di combattere) e 6000 irlandesi e 3500 spagnoli dall'altra.
Gli irlandesi si ritirarono diretti nell'Ulster per difendere le proprie terre, ma persero più uomini durante la ritirata che nella battaglia di Kinsale. L'ultima fortezza ribelle nel sud venne presa con l'assedio di Dunboy da parte di George Carew. Red Hugh O'Donnell partì per la Spagna, dove morì nel 1602, chiedendo invano un nuovo invio di truppe spagnole, lasciando suo figlio Rory a difendere Tir Connell. Sia quest'ultimo che Hugh O'Neill si ridussero a portare avanti una campagna di guerriglia, combattendo con piccole bande armate, mentre il Conte di Devon, Dowcra, Chichester e Niall Garbh O'Donnell imperversavano nella regione.

## La fine del conflitto
Il Duca di Devon distrusse la pietra inaugurale con la quale era stata celebrata la nascita del clan O'Neill a Tullyhogue Fort, distruggendo così simbolicamente la casata stessa. La carestia colpì l'Ulster come conseguenza della strategia inglese della terra bruciata. Le forze di Chichester trovarono le popolazioni locali dedite al cannibalismo. I mercenari di O'Neill iniziarono ad arrendersi così come i suoi vassalli (O'Hagan, O'Quinn, MacCann) e Rory O'Donnell, Primo Conte di Tyrconnell che si arrese nel 1602. Tuttavia, con una sicura base nella vasta e fitta foresta di Tir Eoin, O'Neill continuò a resistere fino al 30 marzo 1603, quando si arrese agli inglesi dopo una intensa trattativa. Nel frattempo Elisabetta I d'Inghilterra era morta una settimana prima.

## Le conseguenze
I ribelli ottennero dei termini di resa sorprendentemente buoni dal nuovo sovrano inglese Giacomo I, per terminare le ostilità. O'Neill, O'Donnell e gli altri capi dell'Ulster sopravvissuti ebbero il pieno perdono e tornarono in possesso delle loro terre. Le condizioni prevedevano che essi rinunciassero ai loro titoli nobiliari irlandesi, ai loro eserciti privati e giurassero fedeltà unicamente alla corona inglese. Nel 1604, il Conte di Devon emanò una amnistia generale per tutti i ribelli del paese. La ragione di questa apparente politica conciliatoria era che gli inglesi non erano in grado di sostenere ulteriormente il conflitto. L'Inghilterra Elisabettiana non aveva un esercito permanente e non poteva indurre il Parlamento a emanare nuove tasse per pagare delle guerre in terra straniera. Oltre a ciò, essa era già coinvolta in una guerra con l'Olanda. In una simile situazione, la guerra in Irlanda (il cui costo aveva raggiunto i due milioni di sterline) avrebbe presto condotto l'erario inglese alla bancarotta.
Fonti irlandesi affermano che almeno 60000 persone morirono di fame nell'Ulster nel solo biennio 1602–3. Anche se questa cifra fosse una esagerazione, se si unisce ad essa il numero dei caduti in battaglia o massacrati nelle rappresaglie, non deve essere stato inferiore alle 100000 persone. Di contro almeno 30000 soldati inglesi morirono in Irlanda, soprattutto per malattia.
Sebbene O'Neill ed i suoi alleati avessero ricevuto un buon trattamento alla fine del conflitto, essi furono sempre sorvegliati dalle autorità inglesi e questa diffidenza era reciproca. O'Neill, O'Donnell e gli altri signori Gaelici dell'Ulster lasciarono l'Irlanda nel 1607 in quella che viene chiamata la Fuga dei Conti. Essi cercarono di organizzare una spedizione partendo da una delle potenze cattoliche in Europa per rinnovare le ostilità, ma non furono in grado di trovare alcun appoggio militare. Come risultato di ciò le loro terre vennero confiscate e colonizzate dagli Inglesi. La guerra dei nove anni rappresentò per questo motivo un passo importante nella colonizzazione inglese dell'Irlanda.